# Лобби в поддержку Израиля
Лобби в поддержку Израиля (англ. IEL (Israel Empowerment Lobby)) — общественная организация, при поддержке парламентского лобби, целью которой является лоббирование интересов Израиля в христианском мире, в частности среди христианских парламентариев, глав правительств и членов правительств.

## История

### Создание
Основателем лобби является адвокат Эли Нахта. Во время его работы советником вице-спикера Кнессета Хамеда Амара была создана общественная организация в поддержку Израиля, а так же одноимённое парламентское лобби которое возглавил Хамед Амар а затем Тали Плосков. Лобби работало при поддержке депутатов кнессета, мэров городов и других высокопоставленных чиновников.

### Деятельность
Лобби в поддержку Израиля, осуществляет свою деятельность в конгрессе США, продвигая законопроект по прекращению финансирования БАПОР Соединёнными Штатами Америки, а также предоставления финансового поощрения палестинских семей желающих эмигрировать из Сектора Газа, Иудеи и Самарии.
Лобби в поддержку Израиля, имело ключевую роль в установлении дипломатических отношений между Косово и Израилем и впоследствии к открытию посольства этой страны в Израиле.
Была проведена работа в  европарламенте, в частности в комиссии по внешним делам и безопасности в которой обсуждался алгоритм финансирования  евросоюзом палестинской автономии.

Эли Нахт и председатель европарламента Мартин Шольц

Лобби принимает активное участи в организации международных конференций при участии политических христианских лидеров, общественных деятелей и бизнесменов, а так же в рамках своей работы много раз организовывало парламентские делегации в парламенты различных стран и произраильские конференции.
В рамках деятельности организации, израильские делегации встречались с главами различных государств таких Канады, Косово, Македонии, Эфиопии и др. .

#### Традиционный завтрак с президентом США
В рамках работы с христианским миром, лобби в поддержку Израиля неоднократно организовывало израильские парламентские делегации, которые принимали участие в Национальном молитвенном завтраке в Вашингтоне (ежегодное мероприятие, на котором встречаются ведущие мировые политики, бизнес-элита, дипломаты и религиозные лидеры) при участии президентов Барака Обамы и Дональда Трампа.

## Проекты
- Составлено по материалам сайта Лобби в поддержку Израиля

Финляндия: в рамках сотрудничества лобби с христианским посольством, была отправлена делегация во главе с Эли Нахтом и вице-спикером Кнессета Лией Шемтов по шести городам Финляндии, где проводилась разъяснительная работа в поддержку государства Израиль. 
Греция, Кипр: с помощью лобби впервые были инициированы церемонии международного дня холокоста при поддержке израильских посольств и местных христианских общин при участии духовных лидеров и членов правительств этих стран. 
ЮАР: Лобби принимало активное участии при организации международной конференции в Иерусалиме в которой принимали участие представителями бизнеса из ЮАР и других африканских стран. 
Тайвань: Лобби было частью делегации МИДа Израиля в Тайване, которую принимали в тайваньском парламенте и МИДе Тайваня. Во встрече принимали участие делегации России и Монголии.
Южная Корея: Лобби были частью делегации в Юхной Кореи по приглашению Intrenational Youth Fellowship (организации Международного молодежного содружества), во главе Ок Су Паком. На встрече принимали участие министры по образованию и делам молодёжи из 14 стран мира. Были организованы встречи в парламенте, МИДе и других правительственных учреждениях.
США: Лобби организовала конференцию в Капитолии в поддержку Израиля при содействии члена конгресса Джеки Валорски.
Канада: Лобби приняло участи в молитвенном завтраке при участии Джастина Трюдо. В состав израильской делегации входили депутаты Кнессета Хамед Амар и Роберт Илатов. В рамках ряда мероприятий также прошли встречи с депутатами канадского парламента Марком Адлером и Гарольдом Альбрехтом. Так же прошли встречи с главой канадского совета в защиту Израиля и евреев Шимоном Фогелем по вопросам сотрудничества в сфере лоббирования израильских интересов в Канаде.
Польша: Лобби организовало встречу между главами христианских общин поддерживающих Израиль в Польше с генеральным директором кнессета Роненом Плотом.

## Книги
31 октября 2016 года на Московской международной конференции по противодействию антисемитизму — «Защитим будущее», прошла презентация книги адвоката Эли Нахта — «Ломая стереотипы».
В книге раскрывается опыт народной дипломатии и работы структур гражданского общества в преодолении религиозной отчужденности и примирения народов.

Книга «Ломая стереотипы»